# Der Kommodore
Der Kommodore (Originaltitel: A Gathering of Eagles – zu deutsch: „Ein Schwarm Adler“) ist ein US-amerikanisches Filmdrama vor dem Hintergrund des Kalten Krieges des Regisseurs Delbert Mann aus dem Jahr 1963. Die Erstaufführung in Deutschland fand am 25. Oktober 1963 statt.

## Handlung
Die 904th Strategic Aerospace Wing ist auf der Luftwaffenbasis Carmody in der Nähe von San Francisco stationiert. Der Generalinspektor des SAC, des Strategic Air Command, Major General Kirby, landet mit einer 30-köpfigen Inspektionstruppe auf der Basis. Kirby will eine Bereitschaftsinspektion durchführen. Die Inspektion deckt Missstände auf, die den SAC-Kommandeur General Hewitt veranlassen, den Geschwaderkommodore der Luftwaffenbasis durch Colonel Jim Caldwell zu ersetzen. Caldwell ist hocherfreut, denn es ist nicht nur ein großer Schritt auf der Karriereleiter für ihn. Sein Stellvertreter ist sein Freund Colonel Hollis Farr, mit dem er in Korea gekämpft hat. Begeistert informiert Caldwell seine britische Ehefrau Victoria.
Kurz nach seiner Ankunft erkennt Caldwell, wie schlecht es um die Basis steht. Er veranlasst eine 7-Tage-Alarmbereitschaft, bei der die Mannschaftsmitglieder von ihren Familien isoliert die Zeit ständig auf der Basis verbringen. Außerdem macht Caldwell den Männern und auch dem Kommandeur der Basis, Colonel Fowler, klar, dass keiner seinen Job sicher hat. Caldwell bekommt mit, dass Fowler ein Alkoholproblem hat und kündigt ihm. Einen Offizier der Wartungsabteilung verärgert er damit, dass er ihn nicht versetzt.
Auch Victoria, die mit Fowlers Ehefrau befreundet ist, ist irritiert über die harte Gangart ihres Mannes. Fowler verletzt sich durch einen Schuss selber, was zuerst wie ein Unfall aussieht. Caldwell will seinen Freund Farr ersetzen lassen, weil der das Geschwader nicht hart genug angefasst hat. Als Farr die gemeinsame Manöverkritik von anderen Staffelkommandanten beschönigt, widerspricht ihm Caldwell und informiert ihn von seiner bevorstehenden Absetzung. Dies führt zum Bruch mit Victoria. Klatschgeschichten, denen Caldwell allerdings keinen Glauben schenkt, besagen, Victoria und Farr haben eine Affäre. Auch glaubt Victoria, durch diese Geschichten für Farrs Absetzung verantwortlich zu sein.
Caldwell besucht Fowler im Krankenhaus, um ihn aus seiner Depression zu holen. Ihn erreicht jedoch ein Alarmruf der Basis. Eine unidentifizierte Boeing KC-135, ein Tankflugzeug, ist ohne Notfallmeldung im Landeanflug. Caldwell glaubt, eine weitere Bereitschaftsinspektion stehe bevor. Caldwell kann die Basis nicht rechtzeitig erreichen, also muss Farr in der Zwischenzeit das Kommando übernehmen. Farr lässt eine B-52, einen Langstreckenbomber, trotz mangelhafter Leistung eines Triebwerks starten, eine Verletzung der Luftsicherheitsregeln in Friedenszeiten. Farrs Begründung ist die Simulation von Kriegsbedingungen.
Caldwell erklärt Kirby, er hätte genauso gehandelt, woraufhin Kirby überraschenderweise sagt, dass er ebenso gehandelt haben würde. Er würde die Mission nicht als Misserfolg werten. Caldwell gratuliert Farr und teilt ihm mit, dass er seinen Posten behalten wird. Victoria erkennt den Wert der Maßnahmen ihres Mannes. Kirby will sie zudem in das Familienprogramm der Basis holen.

## Kritiken
„Sachlich, spannend und informativ.“

„Sachlich, aber spannend. Die Schilderung des Luftwaffenalltags hat fast dokumentarische Qualität. Und Charmeur Rock Hudson (‚Bettgeflüster‘) liefert ausgerechnet als unbeliebter Schleifer eine seiner besten Vorstellungen. Fazit: Gut gespielt und hart an der Wirklichkeit“

„Der Film setzt die Tradition des amerikanischen Fliegerfilms auf recht sympathische Weise fort, indem er äußere Spannung mit menschlichen Konflikten und einem gut Teil sachlicher Information zu vereinen weiß. […] Die technische Seite des Unternehmens lässt gern über manche Banalitäten der Handlung hinwegsehen, die besonders im gestörten Privatleben des Kommodore zu finden sind. Die Frage nach sozialer Gerechtigkeit, die sich am Fall eines aus dem Dienst entlassenen Offiziers stellt, bleibt leider außerhalb der Betrachtung.“

## Auszeichnungen
Oscarverleihung 1964
- Nominierung in der Kategorie Bester Tonschnitt – Robert L. Bratton

## Hintergrund
Produzent Bartlett diente im Zweiten Weltkrieg in den United States Army Air Forces. Durch Kontakte zu Curtis LeMay, dem damaligen Oberbefehlshaber der amerikanischen Luftstreitkräfte sowie ehemaligem Kommandeur des Strategic Air Command, konnten er und Regisseur Delbert Mann viele SAC-Anlagen nutzen.
Für Delbert Mann, der 1956 gleich für sein Kinofilmdebüt Marty mit dem Oscar ausgezeichnet wurde, war es die Chance zu zeigen, dass er nicht nur leichte und beschwingte Komödien inszenieren konnte.
Sowohl die Geschwader-Bezeichnung (904th Strategic Aerospace Wing) als auch die Carmody-Luftwaffenbasis sind fiktiv. Gedreht wurde auf der Beale-Luftwaffenbasis nördlich von Sacramento. Dabei wurden Anlagen, Fluggerät und Personal der 456th Strategic Aerospace Wing eingesetzt.
In einer im Abspann nicht erwähnten Kleinrolle als Mrs. Kemler ist die Oscar-Gewinnerin von 1976 (für Einer flog über das Kuckucksnest) Louise Fletcher in ihrem ersten Kinofilm zu sehen.
Für die Ausstattung des Filmes waren die oscarprämierten Henry Bumstead und Alexander Golitzen verantwortlich. Der Regisseur der Luftaufnahmen war Paul Mantz.